# باپیر جعفرقلی
باپیر جعفرقلی، روستایی از توابع بخش مرکزی شهرستان اندیکا در استان خوزستان ایران است.	

## جمعیت
این روستا در دهستان قلعه خواجه قرار دارد و براساس سرشماری مرکز آمار ایران در سال ۱۳۸۵، جمعیت آن ۹۲ نفر (۱۶خانوار) بوده‌است.